# NGC 1280
NGC 1280 is een balkspiraalstelsel in het sterrenbeeld Walvis. Het hemelobject werd op 19 december 1881 ontdekt door de Franse astronoom Édouard Jean-Marie Stephan.

## Synoniemen
- PGC 12262
- UGC 2652
- MCG 0-9-50
- ZWG 390.51
- IRAS 03154-0021